# Số lập phương

y = x^{3} với giá trị 1 ≤ x ≤ 25.

Trong số học, lập phương của một số n có nghĩa là nhân 3 lần giá trị của nó với nhau:
n3 = n × n × n.
Hay cũng có thể hiểu là lấy tích của nó với bình phương của nó:
n3 = n × n2.
Đây chính là công thức để tính thể tích cho một khối lập phương có chiều dài các cạnh là n.
Lập phương là một hàm lẻ:
(−n)3 = −(n3).

Khối lập phương

Biểu đồ của hàm lập phương f: x → x3 (hoặc phương trình y = x3) được biết đến như là hình parabê hình khối. Bởi vì lập phương là một hàm số lẻ, đường cong này có một điểm đối xứng ở gốc, nhưng không có trục đối xứng.

## Lập phương của số nguyên
Lập phương của các số nguyên từ 0 đến 60 là:(dãy số A000578 trong bảng OEIS):
| 03 =  | 0    |       |      |       |        |       |        |       |         |       |         |
| 13 =  | 1    | 113 = | 1331 | 213 = | 9261   | 313 = | 29,791 | 413 = | 68,921  | 513 = | 132,651 |
| 23 =  | 8    | 123 = | 1728 | 223 = | 10,648 | 323 = | 32,768 | 423 = | 74,088  | 523 = | 140,608 |
| 3 =   | 27   | 133 = | 2197 | 233 = | 12,167 | 333 = | 35,937 | 433 = | 79,507  | 533 = | 148,877 |
| 43 =  | 64   | 143 = | 2744 | 243 = | 13,824 | 343 = | 39,304 | 443 = | 85,184  | 543 = | 157,464 |
| 53 =  | 125  | 153 = | 3375 | 253 = | 15,625 | 353 = | 42,875 | 453 = | 91,125  | 553 = | 166,375 |
| 63 =  | 216  | 163 = | 4096 | 263 = | 17,576 | 363 = | 46,656 | 463 = | 97,336  | 563 = | 175,616 |
| 73 =  | 343  | 173 = | 4913 | 273 = | 19,683 | 373 = | 50,653 | 473 = | 103,823 | 573 = | 185,193 |
| 83 =  | 512  | 183 = | 5832 | 283 = | 21,952 | 383 = | 54,872 | 483 = | 110,592 | 583 = | 195,112 |
| 93 =  | 729  | 193 = | 6859 | 293 = | 24,389 | 393 = | 59,319 | 493 = | 117,649 | 593 = | 205,379 |
| 103 = | 1000 | 203 = | 8000 | 303 = | 27,000 | 403 = | 64,000 | 503 = | 125,000 | 603 = | 216,000 |

Nói theo hình học, một số nguyên dương m là một số lập phương hoàn hảo nếu và chỉ khi nào có thể sắp xếp các khối hình khối rắn thành một khối rắn lớn hơn. Ví dụ, 27 khối nhỏ có thể được sắp xếp thành một khối lớn hơn với sự xuất hiện của một khối rubic lập phương, từ 3 × 3 × 3 = 27.
Sự chênh lệch giữa lập phương của các số nguyên liên tiếp có thể được biểu diễn như sau:
n3 − (n − 1)3 = 3(n − 1)n + 1.
hoặc
(n + 1)3 − n3 =  3(n + 1)n + 1.
Không có số âm nào là số lập phương hoàn hảo, vì lập phương của một số âm là số âm. Ví dụ, (−4) × (−4) × (−4) = −64.
Chữ số tận cùng của lập phương số có chữ số tận cùng là 0-9:
0	1	8	7	4	5	6	3	2	9

## Tổng của lập phươngnsố đầu tiên
Tổng của lập phương n số đầu tiên bằng bình phương của tổng n số đầu tiên:
{\displaystyle 1^{3}+2^{3}+\dots +n^{3}=(1+2+\dots +n)^{2}=\left({\frac {n(n+1)}{2}}\right)^{2}=(C_{n+1}^{2})^{2}}    (1)
Trong đó, {\displaystyle C_{n+1}^{2}} là tổ hợp chập 2 của n+1.
Công thức của Charles Wheatstone (1854):
{\displaystyle n^{3}=\underbrace {\left(n^{2}-n+1\right)+\left(n^{2}-n+1+2\right)+\left(n^{2}-n+1+4\right)+\cdots +\left(n^{2}+n-1\right)} _{n{\text{ so le lien tiep}}}.}
Để chứng minh công thức (1) chúng ta có thể dùng cách sau:
{\displaystyle {\begin{aligned}\sum _{k=1}^{n}k^{3}&=1+8+27+64+\cdots +n^{3}\\&=\underbrace {1} _{1^{3}}+\underbrace {3+5} _{2^{3}}+\underbrace {7+9+11} _{3^{3}}+\underbrace {13+15+17+19} _{4^{3}}+\cdots +\underbrace {\left(n^{2}-n+1\right)+\cdots +\left(n^{2}+n-1\right)} _{n^{3}}\\&=\underbrace {\underbrace {\underbrace {\underbrace {1} _{1^{2}}+3} _{2^{2}}+5} _{3^{2}}+\cdots +\left(n^{2}+n-1\right)} _{\left({\frac {n^{2}+n}{2}}\right)^{2}}\\&=(1+2+\cdots +n)^{2}\\&={\bigg (}\sum _{k=1}^{n}k{\bigg )}^{2}.\end{aligned}}}

### Tổng của các lập phương lẻ đầu tiên
Tổng của n lập phương lẻ đầu tiên là số tam giác thứ 2n2 − 1:
{\displaystyle \sum _{k=1}^{n}(2k-1)^{3}=2n^{4}-n^{2}=C_{2n^{2}}^{2}}
Trong đó, {\displaystyle C_{2n^{2}}^{2}} là tổ hợp chập 2 của 2n2.

## Trong lý thuyết số

### Bài toán Waring đối với số lập phương
Mỗi số nguyên có thể viết thành tổng của chín (hoặc ít hơn) số lập phương nguyên dương. Giá trị chặn trên không thể giảm đi được bởi, ví dụ như 23 không thể viết thành tổng của ít hơn chín số lập phương:
23 = 23 + 23 + 13 + 13 + 13 + 13 + 13 + 13 + 13.

### Tổng của ba số lập phương
Hiện tại đang có giả thuyết số nguyên không đồng dư bằng ±4 với 9 có thể viết thành tổng của ba số lập phương trong vô hạn cách. Ví dụ, {\displaystyle 6=2^{3}+(-1)^{3}+(-1)^{3}}. Các số nguyên đồng dư với ±4 modulo 9 không cần xét vì chúng không thể viết thành tổng của ba số lập phương.
Số nguyên dương nhỏ nhất mà chưa tìm được tổng là 114. Vào tháng chín năm 2019, số nguyên dương nhỏ nhất đứng trước không tìm được tổng, số 42, thỏa mãn phương trình:
{\displaystyle 42=(-80538738812075974)^{3}+80435758145817515^{3}+12602123297335631^{3}.}

### Định lý cuối cùng của Fermat đối với lập phương
Phương trình x3 + y3 = z3 không có nghiệm nguyên khác không (tức xyz ≠ 0). Thậm chí, nó còn không có nghiệm dạng số nguyên Eisenstein.
Cả hai ý trên cũng đúng với phương trình x3 + y3 = 3z3.

## Số thực, số phức
Cho hàm x ↦ x3: R → R. Chỉ có ba số bằng lập phương của chính mình: -1, 0, và 1. Nếu -1 <x <0 hoặc 1 <x, thì x3> x. Nếu x <-1 hoặc 0 <x <1, thì x3 <x. Tính chất nói trên cũng đúng với bất kỳ số mũ lẻ cao hơn (x5, x7,...) của số thực.
Với những số phức, lập phương của một số thuần ảo là: i3 = −i.

## Lịch sử
Các nhà toán học Lưỡng Hà đã tạo ra các viên nén hình nêm với các bàn để tính các khối lập phương và các khối lập phương theo thời kỳ Babylon (thế kỷ XX đến XVI TCN). Phương trình bậc ba được nhà toán học người Hy Lạp cổ là Diophantus biết đến. Anh hùng của Alexandria đã nghĩ ra một phương pháp tính toán cội nguồn của lập phương vào thế kỷ đầu tiên của Công Nguyên. Phương pháp giải phương trình bậc ba và phép khai căn bậc ba xuất hiện trong cửu chương toán thuật, công trình toán học Trung Quốc được biên soạn vào khoảng thế kỷ thứ II trước công nguyên, được Lưu Huy chú giải vào thế kỷ thứ III của Công nguyên. Nhà toán học người Ấn Độ, Aryabhata đã viết một lời giải thích về lập phương trong nghiên cứu của ông. Trong năm 2010 Alberto Zanoni đã tìm ra một thuật toán mới để tính toán lập phương của một số nguyên dài trong một phạm vi nhất định, nhanh hơn gấp đôi.